# اولیویه داویداس
اولیویه داویداس (انگلیسی: Olivier Davidas؛ زادهٔ ۸ نوامبر ۱۹۸۱) بازیکن فوتبال اهل فرانسه است.
از باشگاه‌هایی که در آن بازی کرده‌است می‌توان به باشگاه فوتبال لو آور و باشگاه فوتبال نیم المپیک اشاره کرد.